# Metacausta punctilinea
Metacausta punctilinea är en fjärilsart som beskrevs av Alfred Ernest Wileman och South 1916. Metacausta punctilinea ingår i släktet Metacausta och familjen nattflyn. Inga underarter finns listade i Catalogue of Life.